# Avdélla
Avdélla är en ort i Grekland.   Den ligger i prefekturen Nomós Grevenón och regionen Västra Makedonien, i den nordvästra delen av landet, 300 km nordväst om huvudstaden Aten. Avdélla ligger 1 217 meter över havet och antalet invånare är 130.
Terrängen runt Avdélla är huvudsakligen kuperad, men åt sydost är den bergig. Terrängen runt Avdélla sluttar österut.  Trakten runt Avdélla är nära nog obefolkad, med mindre än två invånare per kvadratkilometer. Närmaste större samhälle är Perivólion- PREVALE, 3,2 km söder om Avdélla. I omgivningarna runt Avdélla växer i huvudsak blandskog.